# Frequenamia reticulatus
Frequenamia reticulatus är en insektsart som beskrevs av Henry Fairfield Osborn 1924. Frequenamia reticulatus ingår i släktet Frequenamia och familjen dvärgstritar. Inga underarter finns listade i Catalogue of Life.